# Bukit Lheereutuk
Bukit Lheereutuk är en kulle i Indonesien.   Den ligger i provinsen Aceh, i den västra delen av landet, 1 600 km nordväst om huvudstaden Jakarta. Toppen på Bukit Lheereutuk är 21 meter över havet.
Terrängen runt Bukit Lheereutuk är platt, och sluttar norrut.Runt Bukit Lheereutuk är det ganska tätbefolkat, med 192 invånare per kvadratkilometer. Trakten runt Bukit Lheereutuk består till största delen av jordbruksmark.